# 長岡惟行
長岡 惟行（ながおか のぶゆき、1941年4月24日 - ）は、日本の経営者。サンテレビジョン社長を務めた。兵庫県出身。

## 来歴・人物
1964年に関西学院大学商学部を卒業し、同年にダイエーに入社した。1989年に取締役に就任し、1999年に常務を経て、2000年6月から2002年6月までにサンテレビジョン社長を務めた。